# Sabre Records
Sabre Records est un label discographique indépendant américain, actif entre 1953 et 1954.

## Histoire
Sabre était une filiale de Chance Records, un label indépendant à succès qu'Art Sheridan, qui dirigeait auparavant un distributeur et une usine de pressage, avait ouvert en septembre 1950. En 1953, Chance avait constitué une liste d'artistes et enregistrait de manière prolifique. Sheridan dirigeait à la fois Chance Records et American Record Distributors depuis un bureau situé au 1151 East 47th Street. En juin de la même année, il a besoin d'un nouveau point de vente pour accueillir son catalogue en expansion, et ouvre donc Sabre au 1225 East 47th Street.
Le premier disque de Sabre paraît en juillet 1953. Il met en vedette le vétéran du blues Tampa Red, dont l'affiliation de 19 ans avec RCA Victor touchait à sa fin, apparaissant sous le pseudonyme de Jimmy Eager. L'accompagnement était assuré par ce qui était devenu l'orchestre maison de Sheridan, dirigé par le bassiste Al Smith et comprenant le saxophoniste ténor Red Holloway, le guitariste Lefty Bates, et le batteur Vernel Fournier. Sabre a également sorti un single classique d'un autre membre du groupe de blues de Sheridan, Willie Nix.
Bien que les groupes vocaux les plus célèbres, The Moonglows et The Flamingos, sortent leurs disques sur Chance, Sabre propose deux disques de doo-wop des Five Blue Notes et trois des Five Echoes ; l'un des singles des Echoes comprend un chanteur invité, Walter Spriggs, sous le nom de scène peu convaincant de Wally Wilson. Les groupes d'Ike « Fats » Cole et d'Al Smith assuraient l'accompagnement de ces sessions.